# Ketnet Freezzz
Ketnet Freezzz was een jaarlijks Ketnet-evenement tijdens de kerstvakantie. Het ging in 1999 van start onder de naam Ketnet Cool, maar werd vanaf 2002 Ketnet Freezzz herdoopt. In 2007 heette het eenmalig Ketnet Go!. Er was geen editie in 2012; Plopsaland De Panne organiseerde wel een vergelijkbaar evenement, Ketnet Kerst, maar zonder (live-)tv-gebeuren.

## Edities

### Ketnet Cool (1999)
- Locatie: Sportpaleis (Antwerpen)
- Bezoekers: meer dan 35.000

### Ketnet Cool (2000)
- Locatie: Sportpaleis (Antwerpen)
- Periode:  3 januari - 9 januari 2000
- Optredens: 
  - K3
  - Poco Loco Gang
  - Milk Inc.
  - X-Session
  - TSQ
  - Dagelijks: Ketnetband

### Ketnet Cool (2001)
- Locatie: Sportpaleis (Antwerpen)
- Periode:  2 januari - 7 januari 2001
- Optredens: 
  - X-Session
  - TSQ
  - Ketnetband

### Ketnet Freezzz (2002-03)
- Locatie: Grenslandhallen Hasselt
- Periode: 28, 29, 30 december 2002, 2, 3 en 4 januari 2003
- Toegangsprijs 
  - voorverkoop: 9 euro
  - kassa: 10 euro
  - 4 personen:  34 euro (enkel in voorverkoop).

### Ketnet Freezzz (2003-04)
- Locatie: Grenslandhallen Hasselt
- Bezoekers: 40.000

### Ketnet Freezzz (2004-05)
- Locatie: Grenslandhallen Hasselt
- Periode: 29 december - 30 december 2004, 2 januari - 7 januari 2005
- Bezoekers: 42.000

### Ketnet Freezzz (2005-06)
- Locatie: Grenslandhallen Hasselt
- Periode: 29 december - 30 december 2005, 2 januari - 7 januari 2006
- Optredens: 
  - Eurokids 2005
  - Ketnetband

### Ketnet Go! (2007)
- Locatie: Grenslandhallen Hasselt
- Periode: 2 januari - 7 januari 2007
- Optredens: 
  - Ketnetband
  - Pim
  - Brahim
  - Thor
  - Katerine
  - Kikx

### Ketnet Freezzz (2007-08)
- Locatie: Plopsaland De Panne
- Periode: 22 december - 24 december 2007, 26 december - 31 december 2007, 2 januari - 6 januari 2008
- Bezoekers: 48.000
- Optredens: Dagelijks: 
  - toenmalig wrapper-goochelaar Kobe
  - Mega Mindy-show
- Toegang met inkomkaarten Plopsaland De Panne

### Ketnet Freezzz (2008-09)
- Locatie: Plopsaland De Panne
- Periode:
- Optredens: 
  - Dagelijks
    - AbraKOdabrashow met toenmalig wrapper-goochelaar Kobe
    - Bumba-show
    - Ketnetband

  - Nocturnes
    - Mega Mindy
- Toegang met inkomkaarten Plopsaland De Panne

### Ketnet Freezzz (2009-10)
- Locatie: Plopsaland De Panne
- Periode: 19 december - 23 december 2009, 26 december - 30 december 2009, 2 januari - 3 januari 2010
- Optredens:
  - Dagelijks: 
    - AbraKOdabrashow met toenmalig wrapper-goochelaar Kobe
    - Ketnetband
    - Ketnetwrappershow, met live uitgevoerde Ketnetkerstclip
    - Show van Kaatje, Kamiel en Victor
    - Bumba-show

  - Nocturnes met vuurwerk (26 december - 30 december 2009)
    - Optreden van Merel uit Amika
- Toegang met inkomkaarten Plopsaland De Panne

### Ketnet Freezzz (2010-11)
- Locatie: Plopsaland De Panne
- Periode: 26 december - 30 december 2010,  2 januari - 7 januari 2011
- Optredens:
  - Dagelijks: 
    - AbraKOdabrashow met wrapper-goochelaar Kobe
    - Ketnetband
    - Ketnetwrappershow, met live uitgevoerde Ketnetkerstclip
    - Show van Kaatje, Kamiel en Victor
- Toegang met inkomkaarten Plopsaland De Panne

### Ketnet Freezzz (2011)
- Locatie: Plopsaland De Panne
- Periode: 26 december - 31 december 2011
- Optredens:
  - Show van Kaatje, Kamiel en Victor
  - Ketnetband Sing A Long
- Toegang met inkomkaarten Plopsaland De Panne

### Ketnet Kerst (2012)
- Locatie: Plopsaland De Panne
- Periode: 26 december - 30 december 2012
- Optredens:
  - Show van Mega Mindy
  - show met Wrapster Charlotte Leysen & ex-juniors Fabian Feyaerts, Femke Verschueren & Ymke Verschueren
- Toegang met inkomkaarten Plopsaland De Panne

### Ketnet Kerst (2013)
- Locatie: Plopsaland De Panne
- Periode: 26 december - 30 december 2013
- Optredens:
  - show met Wrapster Charlotte Leysen & Pieter Vreys
- Toegang met inkomkaarten Plopsaland De Panne

### Ketnet Kerst (2014)
- Locatie: Plopsaland De Panne
- Periode: 26 december - 30 december 2014
- Optredens:
  - Kerstshow met Wrappers Sien Wynants, Sander Gillis & het Ketnetkoor
- Toegang met inkomkaarten Plopsaland De Panne

### Ketnet Kerst (2015)
Locatie: Plopsaland De Panne
- Periode: 26 december - 30 december 2015
- Optredens:
  - Straattheater, animatie en vuurwerkshow in het kader van Ketnet Stambos
- Toegang met inkomkaarten Plopsaland De Panne

### Ketnet Kerst (2016)
Locatie: Plopsaland De Panne
- Periode: 26 december - 30 december 2016
- Optredens:
  - Verwelkoming door wrapper Charlotte Leysen, optreden KetnetBand, vuurwerkshow, meet&greet acteurs en Ketnet Jr.-vrienden
- Toegang met inkomkaarten Plopsaland De Panne